# Seiryu Densetsu Monbit
Seiryu Densetsu Monbit (聖竜伝説モンビット ?) es un videojuego de rol desarrollado y publicado por Hudson Soft para TurboGrafx-CD en 30 de agosto de 1991. No fue publicado fuera de Japón.
- Datos: Q20995201